# ゼンセン同盟
ゼンセン同盟（ゼンセンどうめい）は、かつて存在した日本の労働組合である。

## 歴史
1946年（昭和21年）、繊維業の企業別労働組合を単位組合とする全国繊維産業労働組合同盟（ぜんこくせんいさんぎょうろうどうくみあいどうめい、略称：全繊同盟）が結成され、松岡駒吉が初代会長、斎藤勇が初代書記長に就任する。日本労働組合総同盟（総同盟）に加盟する。
1950年（昭和25年）、日本労働組合総評議会（総評）の結成に伴い、総同盟を脱退して総評に加盟する。1953年（昭和28年）、総評を批判して脱退して全日本労働組合会議（全労会議）を結成する。
1954年（昭和29年）、近江絹糸紡績での前近代的な労務管理が明らかになり、近江絹糸民主化闘争本部を設置し、従業員を組織化し105日間にわたるストライキを指導。全面的勝利を勝ち取る。
1964年（昭和39年）、全労会議を解散し全日本労働総同盟（同盟）を結成、加盟する。
1969年（昭和44年）、長崎屋、ジャスコ、ニチイなどのスーパーの労働組合が加盟。組織化の対象をスーパーに広げ、後のサービス業全般の組織化の第一歩を踏み出す。
1974年（昭和49年）、ゼンセン同盟と改称する。
2000年（平成12年）、介護保険法施行にともない、介護クラフトユニオンを設立してゼンセン同盟に加盟する。大手介護事業者を中心に組織化される。
2002年（平成14年）、日本化学・サービス・一般労働組合連合（CSG連合）、日本繊維生活産業労働組合連合会（繊維生活労連）と統合し、全国繊維化学食品流通サービス一般労働組合同盟（UIゼンセン同盟、後のUAゼンセン）を結成する。